# Burgruine Stollburg
Die Burgruine Stollburg ist die Ruine einer Höhenburg bei 442,9 Meter auf dem 476 Meter hohen Stollberg, Frankens höchster Weinlage, auf der Gemarkung Handthal, Ortsteil des Marktes Oberschwarzach im unterfränkischen Landkreis Schweinfurt in Bayern.

## Geschichte
Vermutlich wurde die Burg im 12. Jahrhundert von den Herren von Stollberg erbaut und kam im Jahr 1151 als Schenkung vom Hochstift Würzburg an das Kloster Ebrach. In einer Urkunde vom 17. September 1151 bestätigte König Konrad und dessen Sohn Friedrich auf Bitten des Abts des Klosters Ebrach den Erwerb des Hofes in Oberschwarzach und dem dazugehörigen Steigerwald von ihrem Ritter Walter mit Ausnahme eines kleinen Teiles bei der Burg Stollburg. Den Burgmannen auf der Stollburg blieb es aber weiterhin erlaubt Holz zu schlagen und ihr Vieh dort zu weiden. 1172 tritt Walter von Stollburg in zwei Urkunden Kaiser Friedrichs I. als Zeuge in Erscheinung. Auch Conrad von Stollburg, wohl ein Sohn Walters, hatte engen Kontakt zum Königshof. Er erscheint 1195 als Zeuge Heinrichs VI. Dank einer Urkunde vom 15. März 1200, als Conrad von Stollburg erneut als Zeuge auftritt, dieses Mal für König Philipp, sind auch zwei seiner Brüder Heinrich und Ludwig bekannt. Letztgenannter war mit Hedwig, der Witwe des Reichsküchenmeisters Hartwig von Zabelstein verheiratet, deren Stammburg Zabelstein nur wenige Kilometer entfernt von Burg Stollburg lag. Ob sich aus den Stollburgern das Grafengeschlecht derer von Stollberg entwickelte ist nicht geklärt.
Der These des Heimatforschers Gerhard Wagner zufolge soll der Minnesänger Walther von der Vogelweide um 1170 auf der Stollburg geboren sein.
Während einer Fehde mit dem Würzburger Bischof Hermann von Lobdeburg wurde 1236 Ludwig von Stollberg von Würzburger Reitern erschlagen, die Burg kam 1237 an das Hochstift Würzburg und wurde 1303 Sitz eines Würzburger Amtmannes.
Am 2. Mai 1525 wurde die Burg im Bauernkrieg zerstört und niedergebrannt, während der Amtmann, Wolfgang I. Graf von Castell, nach Würzburg gerufen wurde, um die Festung Marienberg gegen die aufständischen Bauern zu verteidigen.

## Beschreibung
Die Burg gehört zum Typus der Spornburg und ist durch vier Halsgräben von dem nach drei Seiten abfallenden Bergrücken abgetrennt.
Von der ehemaligen Burganlage, heute ein Bodendenkmal, ist noch ein 14 Meter hoher Rest des achteckigen Bergfrieds mit bis zu 2,5 Meter starken Mauern erhalten. Weiter zeigt die Burgruine noch kleinere Mauer- und Gewölbereste und einen halbverschütteten Kellereingang.

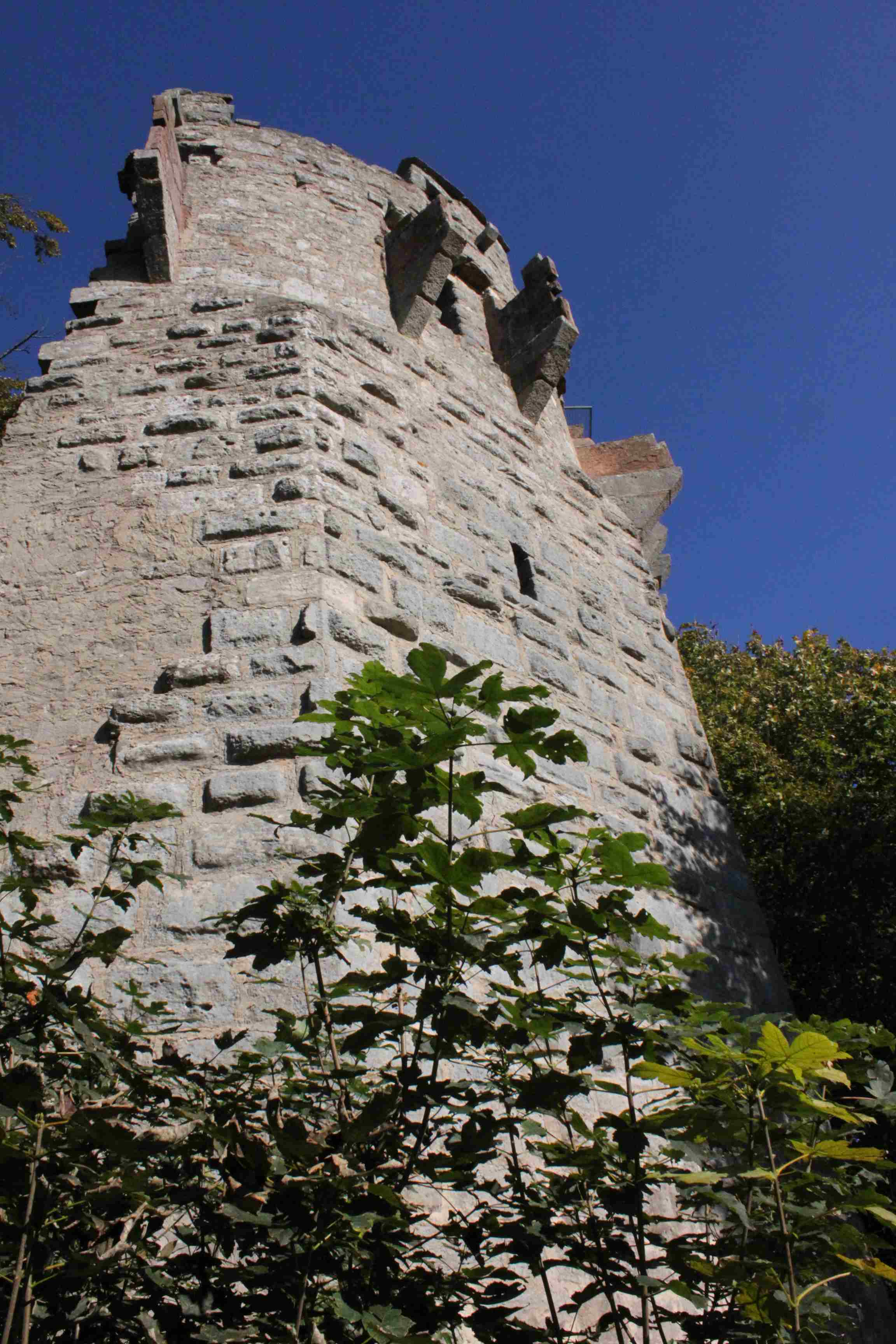
Der Bergfried von außen